# Nerio Bernardi
Nerio Bernardi (ur. 23 lipca 1899 w Bolonii, zm. 12 stycznia 1971 w Rzymie) – włoski aktor teatralny i filmowy. Odtwórca ról głównie historycznych i mitologicznych w 192 filmach.

## Życiorys
Początkowo studiował medycynę i matematykę, lecz ostatecznie zdecydował się na pracę jako aktor. Swój debiut filmowy zaliczył w 1919 roku w filmie Il Gorgo fascinatore w reżyserii Mario Caseriniego. Na czas II Wojny Światowej wyemigrował do Hiszpanii.
Od 1952 roku był wykładowcą w szkole teatralnej Silvio D'Amico w Rzymie.

## Wybrana filmografia
- Coralba (1970)
- Satanik (1968)
- Święty zastawia pułapkę (1966)
- Ja, ja, ja i ci wszyscy inni (1966)
- Ludzie i kaprale (1965)
- Coriolanus: bohater bez ojczyzny (1964)
- Niepokonany Jeździec (1963)
- Herkules kontra Molok (1963)
- Zorro i trzej muszkieterowie (1963)
- Królowa dla Cezara (1962)
- Legenda Eneasza (1962)
- Juliusz Cezar - wielki konkwistador (1962)
- Ogniem i mieczem (1962)
- Wojna trojańska (1961)
- W pełnym słońcu (1960)